# Fanatic 4 1/2
Fanatic 4 1/2 – piąty z kolei album zespołu Fanatic wydany w roku 1992. Na pierwszej części kasety zawierają dwie części mega mixu zespołu Fanatic, a na drugiej części cover zespołu Happy End oraz 3 remixy.

## Lista utworów
1. "Fanatic-Mega Mix part 1"
2. "Fanatic-Mega Mix part 2"
3. "Jak się masz kochanie" (Cover zespołu Happy End)
4. "Zrób to" (remix)
5. "Łatwa dziewczyna" (remix)
6. "Czarownica" (mix remix)